# Philippe Klein (avocat)
Pour les articles homonymes, voir Philippe Klein et Klein.
Philippe Klein, né le 20 juin 1958 à Toulon, est avocat, ancien bâtonnier de l'Ordre des avocats d’Aix-en-Provence.

## Biographie

### Jeunesse et études
Philippe Klein est né à Toulon dans une famille de médecins. Après deux années de médecine à Marseille, il décide de suivre des études de droit à la faculté d’Aix-en-Provence. À la suite de l’obtention de la maitrise de droit privé, il réussit le concours du CRFPA en 1983.
Très engagé durant ses études, il est élu au bureau de l’Union des étudiants de Provence, et au Conseil d’Université de la Faculté de Droit pendant quatre ans.

### Carrière d'avocat
Après avoir prêté serment comme avocat le 16 janvier 1984, il est élu secrétaire de la conférence du stage en 1985.
Il s’associe en 1986 à Maître Ribon, avec qui il fonde son cabinet actuel.
Philippe Klein se spécialise en droit privé, il obtient deux certificats de spécialisation délivrés par le Conseil National des Barreaux : Droit Commercial des Affaires et de la Concurrence et Droit des garanties des Sûretés et des mesures d’Exécution.
Il est élu à plusieurs reprises membre du Conseil de l’Ordre des avocats d’Aix-en-Provence. Il est durant plusieurs années membre de la CARPA du barreau d'Aix-en-Provence, dont il a été Vice-Président.  
En 2015, il est élu bâtonnier de l'Ordre des avocat d'Aix-en-Provence pour le mandat 2016-2017.
En 2017, il est élu au Conseil National des Barreaux pour le mandat 2018-2020. Il devient Vice-Président de la commission « Prospective et Innovation » et est membre de la commission « Affaires Européennes et Internationales ».

### Engagements
Engagé dans la vie locale, il obtient le lancement de la construction du Tribunal de Grande Instance à Aix-en-Provence après s’être battu en ce sens durant son mandat de Bâtonnier ; il organise notamment un « procès fictif » de l’État,,,.
Dans le cadre de la révision constitutionnelle voulue par Emmanuel Macron, il milite pour l’inscription de l’avocat dans la Constitution.
Il est invité le 12 février 2020 à la Commission d'enquête parlementaire, présidée par le député Ugo Bernacilis, sur les obstacles à l’indépendance du pouvoir judiciaire.
Il interviendra dans de nombreux médias pour défendre la profession d’avocat contre les plateformes juridiques commerciales.
Il est secrétaire de l’Atelier de la Langue Française, et s’occupe notamment des journées de l’éloquence.
Le 15 mars 2020, au premier tour des élections municipales à Aix-en-Provence, il figure en deuxième position sur la liste "Aix au Cœur"  portée par la députée Anne-Laurence Petel, qui arrive deuxième avec 20,46 % des voix.
Le second tour de l'élection municipale a lieu le 28 juin 2020, en raison de la crise du coronavirus. La liste "Aix au Cœur" dont il fait partie obtient 32,12 % des voix, et termine en deuxième position. Il devient donc conseiller municipal de la ville d'Aix-en-Provence, conseiller territorial du Pays d'Aix et conseiller métropolitain de la Métropole d'Aix-Marseille-Provence.
Il annonce le 10 décembre 2021 dans le journal La Provence qu'il rejoint le parti Horizons, fondé par l'ancien Premier ministre Édouard Philippe.
Le 5 février 2022, il est nommé Délégué Horizons Aix-en-Provence par le parti.

### Vie privée
Philippe Klein est divorcé et père de deux filles.